# 10-й батальон территориальной обороны Житомирской области
10-й батальон территориальной обороны «Полесье» (укр. 10-й батальйон територіальної оборони «Полісся») — отдельный батальон, созданный в Житомирской области и в дальнейшем вошедший в состав 30-й отдельной механизированной бригады Сухопутных войск Украины.

## Предшествующие события
19 марта 2014 года Совет национальной безопасности и обороны Украины принял решение о создании оперативных штабов при областных государственных администрациях пограничных областей Украины. 30 марта 2014 года и. о. президента Украины А. В. Турчинов поручил руководителям областных администраций начать создание батальонов территориальной обороны в каждой области Украины.
30 апреля 2014 года было принято официальное решение возложить функции создания батальонов территориальной обороны в каждой области Украины на областные военные комиссариаты.

## Формирование батальона
12 апреля 2014 года было объявлено о создании батальона "Полесье" в Житомирской области.
С инициативой создания «батальона самообороны „Полесье“» на территории Житомирской области выступила общественная организация «Купол», объединяющая ветеранов вооружённых сил в Житомирской области.
21 апреля 2014 года началось формирование батальона, которое проходило на базе воинской части А0409 в городе Новоград-Волынский и было завершено 12 июля 2014.
По состоянию на начало мая 2014 года среди военнослужащих батальона имелись добровольцы, однако большинство личного состава батальона составляли военнообязанные, призванные в ходе мобилизации.
Формирование батальона проходило с использованием бюджетных средств Житомирской области
- так, 21 мая 2014 года облсовет Житомирской области принял «Программу материально-технического обеспечения территориальной обороны области», на финансирование которых выделил 2 млн гривен из областного бюджета и 2,7 млн гривен из иных источников[10][11][12]. При этом, только из средств областного бюджета на финансирование батальона направлено 700 тыс. гривен[7]
- 17 июня 2014 года было принято решение о мобилизации автотранспорта (грузовых автомашин, пассажирских автобусов и строительной техники) из народного хозяйства для обеспечения потребностей батальона в автомобильном транспорте[13]
- 26 июня 2014 года облсовет Житомирской области выделил дополнительные средства в размере 2,5 млн гривен на приобретение бронежилетов и шлемов для батальона[14][15] (на указанные средства были куплены 240 бронежилетов), а 1 октября 2014 обладминистрация передала батальону ещё 63 бронежилета и два тепловизора[16]
- 22 июня 2015 облсовет Житомирской области выделил дополнительные средства на материально-техническое обеспечение батальона[17]

Кроме того, в батальон поступала помощь из внебюджетных источников (в том числе, спонсорская помощь от частных лиц, которые помогли в обеспечении батальона снаряжением и продуктами питания).
- так, депутат Верховной Рады В. И. Развадовский выделил деньги на приобретение для батальона медикаментов, продовольствия, питьевой воды и средств гигиены[19]
- 28 октября 2014 киевская фирма «Киевинвестбуд» передала батальону 4 строительных вагончика-бытовки, которые военнослужащие намерены использовать для размещения личного состава в зимнее время[20]

В соответствии с указом президента Украины П. А. Порошенко № 44 от 11 февраля 2016 года оказание шефской помощи батальону было поручено Житомирской областной государственной администрации.
Штатная численность батальона составляет 423 военнослужащих (40 офицеров, 71 сержант и 312 солдат), в составе батальона имеется две роты охраны и одна стрелковая рота.

## Деятельность
В конце мая 2014 батальон был направлен для несения службы на блок-постах, установленных на автомобильных дорогах области.
В июне 2014 батальон продолжал нести службу на блок-постах, обеспечивал охрану ряда стратегических объектов на территории Житомирской области и совместно с сотрудниками милиции участвовал в обеспечении общественного порядка.
14 июля 2014 года батальон (численностью свыше 400 военнослужащих, среди которых было несколько женщин) был отправлен на восток.
В начале сентября 2014 года пресс-служба обладминистрации Житомирской области сообщила, что 10-й батальон территориальной обороны обеспечивает охрану государственной границы Украины на территории Херсонской области.
В середине сентября 2014 личный состав батальона, ранее размещённый в палаточном лагере, был переведён на постоянное место дислокации — в здания пансионата в районе села Стрелковое Херсонской области, недалеко от Арабатской стрелки.
7 октября 2014 пресс-служба Житомирской обладминистрации сообщила, что батальон начал подготовку к несению службы в зимних условиях на прежнем месте службы.
17 января 2015 года в Волновахском районе Донецкой области погиб заместитель командира батальона, подполковник В. В. Карпенко.
9 февраля 2015 года в результате обстрела позиций украинских войск в Гранитном (Донецкая область) погибли три военнослужащих батальона (С. В. Фролов, С. Л. Ковтун и Ю. В. Панасюк), ещё двое были ранены.
В июне 2015 года батальон (совместно с другими армейскими подразделениями) принимал участие в командно-штабных учениях по территориальной обороне.
22 сентября 2015 в Луганской области от осколочных ранений погиб военнослужащий инженерно-сапёрного взвода батальона С. В. Чередайко.

## Техника, вооружение и снаряжение
Личный состав батальона вооружён стрелковым оружием — автоматами АК-74.
Кроме того, в распоряжении батальона имеется автомобильный транспорт.
По состоянию на 21 июня 2014 года, батальон был обеспечен снаряжением в недостаточной степени: хотя бойцы получили стальные каски обр. 1943 года, бронежилетов и средств связи практически не имелось (на весь батальон было получено только два кевларовых шлема производства ФРГ и шесть бронежилетов). Это обстоятельство вызвало беспокойство у военнослужащих батальона. Позднее, 14-18 июля батальон получил ещё 114 бронежилетов (из них, 96 шт. закупили и передали в батальон жители Попельнянского района Житомирской области, а 18 шт. передали общественные организации Житомирской области). 11 сентября 2014 года областная администрация Житомирской области передала батальону ещё 25 шт. бронежилетов «Корсар-М3-1-4» украинского производства.
28 января 2015 батальону передали внедорожник "Jeep" (в качестве замены микроавтобуса "Газель", имевшегося в распоряжении батальона, на уничтоженного в результате обстрела из РСЗО "Град").

## Командование
- командир батальона: полковник Олег Уманский[22][40].